# الطليعة (صحيفة ليبية)
صحيفة الطليعة هي صحيفة أسبوعية باللغة العربية تصدر من طرابلس الليبية. تأسست الصحيفة في عام 1958، وكانت بمثابة الذراع الإعلامية لاتحاد العمال الليبي العام التابع للاتحاد الدولي لنقابات العمال الحرة. اعتبارًا من عام 1961، كان سالم شيتا هو المالك وعلي باتار هو المحرر للصحيفة، وقد بلغ توزيعها 5000 نسخة في ذلك الوقت. اعتبارًا من عام 1968، قدرت الدوائر الدبلوماسية الفرنسية توزيع صحيفة الطليعة بـ2800 نسخة. اعتبارًا من عام 1969، شغل سالم شيتا منصب المالك والمحرر لمجلة الطليعة.